# نانومترولوژی

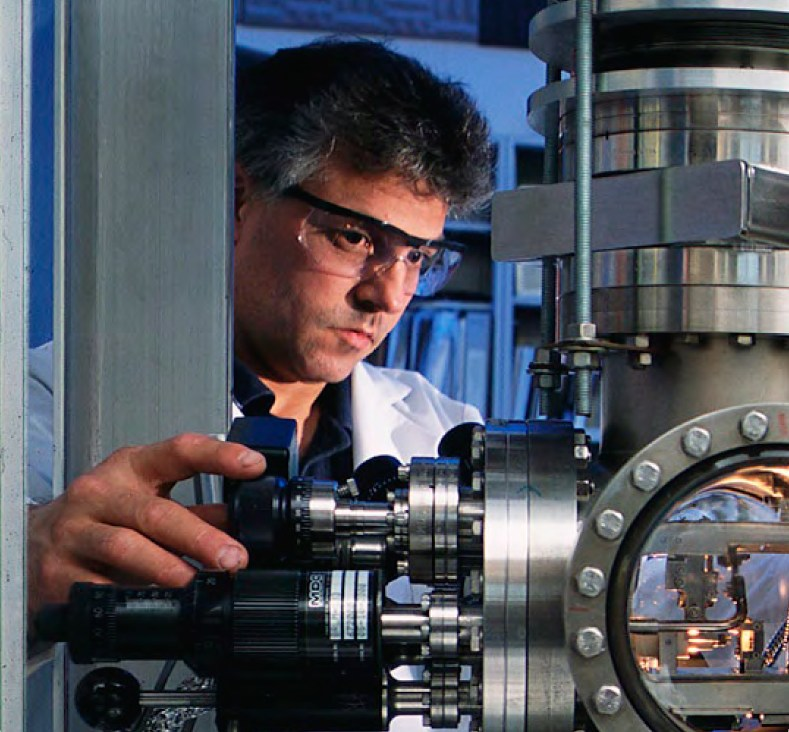
نمایی از تحقیقات «نانومترولوژی نسل بعدی» در مؤسسه ملی فناوری و استانداردها (NIST)

نانومترولوژی بخشی از دانش مترولوژی است که به اندازه‌گیری و مقیاس سنجی در مقیاس نانو می‌پردازد.
اندازه‌گیری به بخش حیاتی از زندگی بشر تبدیل شده‌است. هیچ کمیتی بدون اندازه شناسی و ایجاد زیرساختهای آن، به‌طور معتبر قابل اندازه‌گیری نیست. نانومترولوژی با توجه به نیاز اندازه‌گیری و بررسی خصوصیات و ویژگی‌های مواد در ابعاد نانو و توسعه و ایجاد تکنیکها و استانداردهای اندازه‌گیری جدید در جهان شکل گرفته‌است.

## حوزه‌های کاری در نانومترولوژی
تعیین مشخصات نانومواد
ساخت و به‌کارگیری دستگاه‌های اندازه‌گیری ابعاد نانومتری با درجه قابل قبول دقت و قابلیت اطمینان
قابلیت ردیابی اندازه‌گیری‌های در مقیاس نانو

## اهمیت و ضرورت نانومترولوژی
فناوری نانو به ویژه در مرحله تحقیق و توسعه، با شتاب بالایی در حال توسعه است و انتظار می‌رود به زودی سیلی از محصولات نانویی به سوی صنعت و بازار سرازیر شوند. کنترل دقیق ابعاد و مطالعه و سنجش پدیده‌های ناشی از کاهش ابعاد مواد، یکی از کلیدی‌ترین و چالش برانگیزترین مباحث در فناوری نانو است که اهمیت نانومترولوژی به عنوان علم اندازه‌گیری در ابعاد نانو را مضاعف می‌سازد.
در اغلب موارد، استانداردها، تکنیک‌ها و تجهیزات اندازه‌گیری توسعه یافته برای مواد معمول پاسخگوی نیازهای اندازه‌گیری نانوساختارها نیستند و باید استانداردها، تکنیک‌ها و تجهیزات اندازه‌گیری خاص نانوساختارها طراحی و به کار گرفته شود.

## نانومترولوژی علمی
با نگاهی به تاریخچه مراکز مترولوژی در دنیا می‌توان دید که این مراکز چه دولتی یا خصوصی، فعالیت اولیه خود را معمولاً با ارائه خدمات در حوزه‌های مورد نیاز کشور و صنعتشان در آن زمان آغاز نموده‌اند. مراکز مترولوژی عموماً در ابتدا با دو نوع فعالیت شروع به کار نموده‌اند:
- مراکز ارائه خدمات کالیبراسیون
- مراکز آزمایشگاهی تحقیق و توسعه یا تست و آزمون

نانومترولوژی، به علت اینکه در چند سال اخیر توسعه یافته و شناخت کافی در این باره هنوز حاصل نگردیده است، مبحثی است که فعلاً در بیشتر مراکز مترولوژی به عنوان بخشی از واحدهای تحقیق و توسعه مراکز مترولوژی در حال توسعه می‌باشد.

### حوزه‌های فعالیت نانومترولوژی علمی
معمولاً بیشتر مراکز مترولوژی در حال حاضر در چهار حوزه اصلی فعالیت نانومترولوژی خود را متمرکز نموده‌اند:
- نانومواد
- اندازه‌گیری ابعاد و خواص نانو
- تجهیزات و امکانات اندازه‌گیری، تولید و شناسایی
- ایمنی و محیط زیست

## نانومترولوژی قانونی
در حال حاضر، در کشورهایی که وارد حوزه نانومترولوژی شده‌اند، طرح مباحث حقوقی در نانومترولوژی و استخراج قوانین مربوط به آن از دل قوانین مترولوژی، در حال انجام است. برای ارزیابی و اعمال قوانین در زمینه نانومترولوژی، بهترین راهکار بررسی قوانین مترولوژی فعلی در سطح ملی است. قوانین خاص در زمینه نانومترولوژی را می‌توان از قوانین جامع تر استخراج نمود.
نانومترولوژی در حوزه اندازه شناسی ابعادی ریزمقیاس نانومتر کاربرد دارد